# 洛根 (內布拉斯加州)
洛根（英語：Logan）是位於美國內布拉斯加州洛根縣的非建制地區。

## 歷史
洛根的郵局於1884年設立，其後於1950年停運。

## 地理
洛根所處的海拔為高於海平面853米（即2799英呎），而該地所採用的時區為UTC-6，即北美中部时区（CST）。同時該地設有夏令時間，為UTC-6調快一小時，即UTC-5（CDT）。